# Typhlops fredparkeri
Typhlops fredparkeri este o specie de șerpi din genul Typhlops, familia Typhlopidae, descrisă de Wallach 1996.
Este endemică în Papua New Guinea. Conform Catalogue of Life specia Typhlops fredparkeri nu are subspecii cunoscute.